# Utricularia odontosepala
Utricularia odontosepala este o specie de plante carnivore din genul Utricularia, familia Lentibulariaceae, ordinul Lamiales, descrisă de Otto Stapf. Conform Catalogue of Life specia Utricularia odontosepala nu are subspecii cunoscute.